# Cantonul Guipavas
Cantonul Guipavas este un canton din arondismentul Brest, departamentul Finistère, regiunea Bretania, Franța.

## Comune
- Guipavas (reședință)
- Le Relecq-Kerhuon